# Guerrilla urbana antifranquista

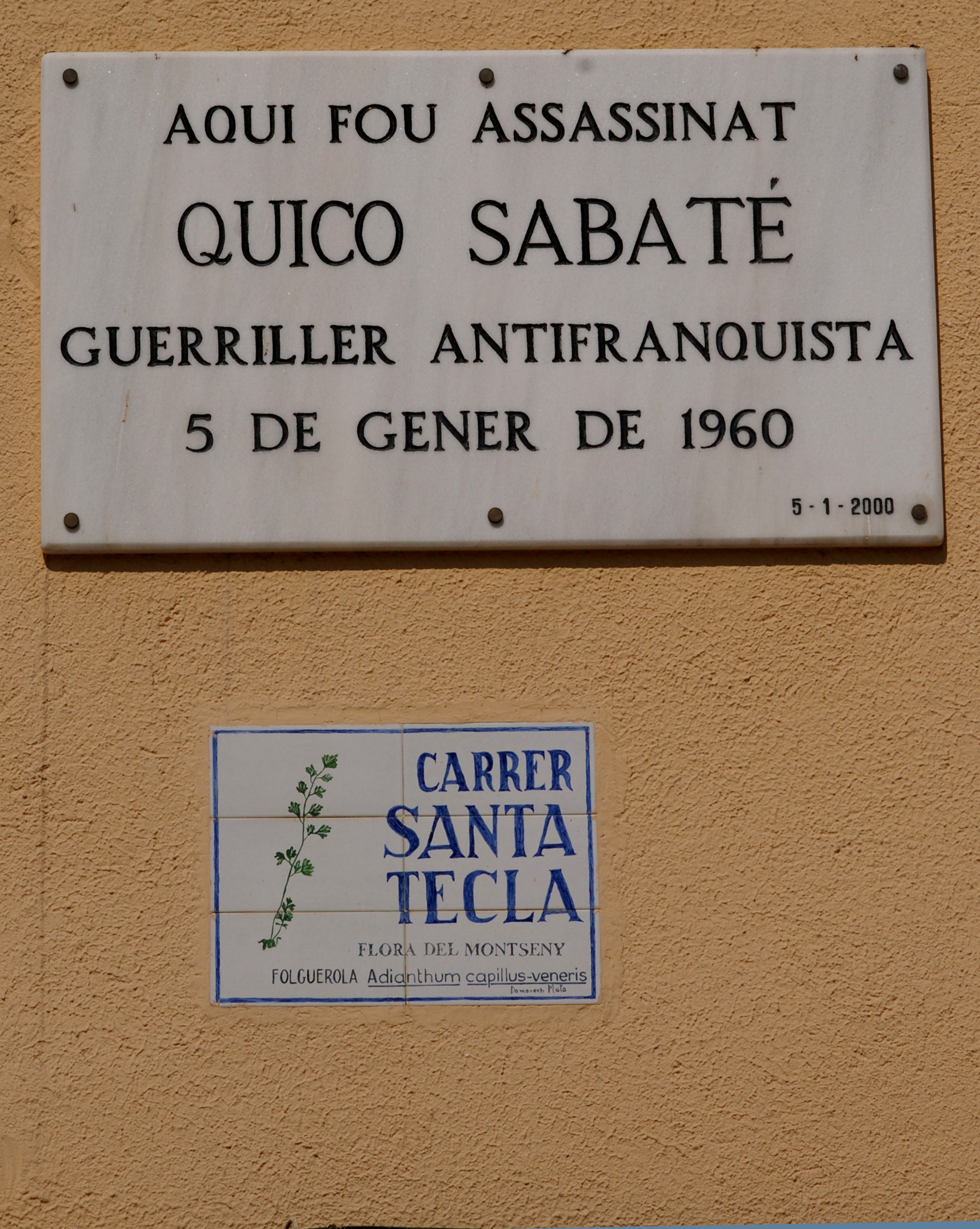
Placa conmemorativa de Sant Celoni situada en el lugar donde fue abatido en enero de 1960 Quico Sabaté, el último superviviente de la guerrilla urbana antifranquista.

La guerrilla urbana antifraquista actuó en España entre 1944 y 1960, durante el primer franquismo. Fue organizada por el Partido Comunista de España y por el Movimiento Libertario para combatir a la dictadura franquista y así superar la principal rémora de la guerrilla rural (el maquis): su relativamente escasa repercusión política y propagandística ya que, dado el control de los medios de comunicación que ejercía el régimen franquista, solo era conocida por los habitantes de las aldeas y de los pueblos del área donde actuaba. Sin embargo, la importancia de la guerrilla urbana antifranquista fue mucho menor que la del maquis ya que se redujo a pequeños grupos comunistas y anarquistas que actuaron fundamentalmente en Madrid y en Barcelona, aunque en el caso de la capital catalana sus acciones se prolongaron hasta enero de 1960, ocho años después de que hubiera dejado de actuar la guerrilla rural —en Madrid, en cambio, solo duró tres años, de 1945 a 1947—. Por otro lado, como ha destacado Secundino Serrano, «el descalabro de la resistencia en las ciudades determinará en parte el fracaso de la guerrilla antifranquista en su conjunto».

## La guerrilla urbana en Madrid (1945-1947)
La guerrilla urbana en Madrid fue protagonizada por militantes y cuadros del PCE. Comenzó en enero de 1945 con la llegada a Madrid del exmaquisard José Vitini que formó dos grupos, conocidos como los «Cazadores de la Ciudad», que en seguida comenzaron a actuar: colocaron una bomba en las oficinas del diario Informaciones, que durante la Segunda Guerra Mundial había sido el principal valedor de la causa nazi, y otra en las dependencias de la Delegación de Prensa. El 25 de febrero asaltaron la subdelegación de la Falange en el distrito de Cuatro Caminos causando la muerte del conserje y de un falangista, lo que provocó la intensificación de las investigaciones policiales que culminaron un mes después con la detención de Vitini y de nueve guerrilleros. En esta operación la policía descubrió dos de las tres imprentas que el PCE tenía en la capital, una de ellas oculta en el patio de la casa de un guardia municipal que colaboraba con la guerrilla. A finales de abril se celebró el consejo de guerra que condenó a muerte a Vitini, al guardia municipal y a seis guerrilleros, siendo fusilados el 28 de ese mes. Pocas semanas antes un grupo de guerrilleros había intentado dar un «golpe económico», consistente en el atraco de una sucursal bancaria sita en el centro de Madrid, que resultó un completo fracaso —uno de los asaltantes murió en el tiroteo con dos guardias civiles que pasaban por el lugar, y otro fue reducido por el campeón nacional de lucha grecorromana cuando su coche fue secuestrado para intentar huir—. El detenido tras ser torturado confesó que las armas se las habían proporcionado dos sargentos del ejército y un soldado que fueron sometidos a un consejo de guerra y fusilados el 12 de febrero de 1946.
El puesto de Vitini lo ocupó Cristino García Granda, también un célebre exmaquisard, que en principio había sido el encargado de formar un grupo guerrillero rural con los huidos de las sierras de Gredos y de Guadarrama. Cristino García enseguida emprendió diversas acciones como los atracos a un banco y a las oficinas de una empresa, la voladura de un transformador eléctrico y el asalto a la subdelegación de Falange del distrito de Buenavista, en el que resultó gravemente herido un falangista. También cumplió la orden de asesinar a dos destacados dirigentes comunistas «monzonistas», aunque la «ejecución» se negó a realizarla él personalmente. Cristino García planificó asimismo el ataque al desfile falangista previsto para el 20 de noviembre en conmemoración del noveno aniversario de la ejecución de José Antonio Primo de Rivera, que pretendía fuese el detonante de un levantamiento armado en Madrid en el que iban a participar los presos de los campos de concentración cercanos a la capital, pero fue arrestado el 15 de octubre —o el 20 de octubre, según otras fuentes—, a consecuencia de la detención semanas antes de la dirección clandestina del PCE encabezada por Sebastián Zapiraín y Santiago Álvarez Gómez. Poco después se celebraron los consejos de guerra en los que Zapiraín y Álvarez, gracias a una campaña internacional en su favor, no fueron condenados a muerte sino sólo a 20 y 18 años de cárcel, respectivamente. Pero Cristino García no se libró de la pena capital, a pesar de que la campaña internacional a su favor fue aún mayor —era coronel honorario del ejército francés—. Fue fusilado, junto con nueve de sus compañeros, el 21 de febrero de 1946, lo que provocó el cierre de la frontera por orden el gobierno francés como medida de protesta, lo que acentuó el aislamiento internacional que padecía entonces el régimen franquista.
La actividad guerrillera urbana comunista en Madrid continuó bajo la dirección de Juan San Pascual Félix. Sus acciones más espectaculares tuvieron lugar en febrero de 1947 con el estallido de sendas cargas explosivas en la embajada de Argentina en Madrid —entonces el régimen peronista era uno de los pocos apoyos internacionales con que contaba la dictadura franquista— y en las dependencias de la Dirección General de Seguridad o DGS. Pero en el atentado perpetrado contra el Cuartel de la Guardia Civil de Usera uno de los asaltantes fue detenido, lo que condujo al arresto entre marzo y junio de más de 50 guerrilleros —además tres resultaron muertos en enfrentamientos con las fuerzas del orden, entre ellos Félix, el líder del grupo—. Seis de ellos fueron condenados a muerte y fusilados. También fue detenido un grupo de militantes muy jóvenes de las JSU cuando intentaban colocar artefactos explosivos en varias tiendas de lujo y en la sede del Auxilio Social. El único de los arrestados mayor de edad fue condenado a muerte en julio y fusilado.
El 6 de septiembre de 1947 estalló el polvorín del Ejército de Alcalá de Henares causando la muerte de 26 personas. Aunque lo más probable es que se tratara de un accidente provocado por el calor —durante la posguerra estallaron otros polvorines por esa razón y por esas mismas fechas estalló también un polvorín en Cádiz causando varios muertos y heridos—, el régimen franquista lo atribuyó al «terrorismo marxista» y fueron acusados 24 miembros de las JSU de Madrid y de Alcalá de Henares. En febrero de 1948 se celebró el consejo de guerra que condenó a muerte a la mitad, siendo ejecutados ocho de ellos en Ocaña el 21 de agosto de aquel año.

## La guerrilla urbana en Barcelona (1944-1960)
La primera iniciativa la tomaron los comunistas con la formación en junio de 1944 de un grupo compuesto en su mayoría de exmaquisards, pero fueron detenidos dos meses después tras el atraco de las oficinas de la fábrica de cervezas Moritz —seis de los diez arrestados fueron condenados a muerte y ejecutados el 14 de octubre de 1944, entre los que se encontraba Luis Vitini, hermano del líder de la guerrilla urbana madrileña—.
A principios de 1945 se formó un nuevo grupo que tomó el nombre de I Brigada guerrillera de Barcelona, encuadrada en el llamado Ejército guerrillero de Cataluña, pero en abril la plana mayor y un elevado número de guerrilleros de las dos organizaciones —casi 200— fueron detenidos por la policía.

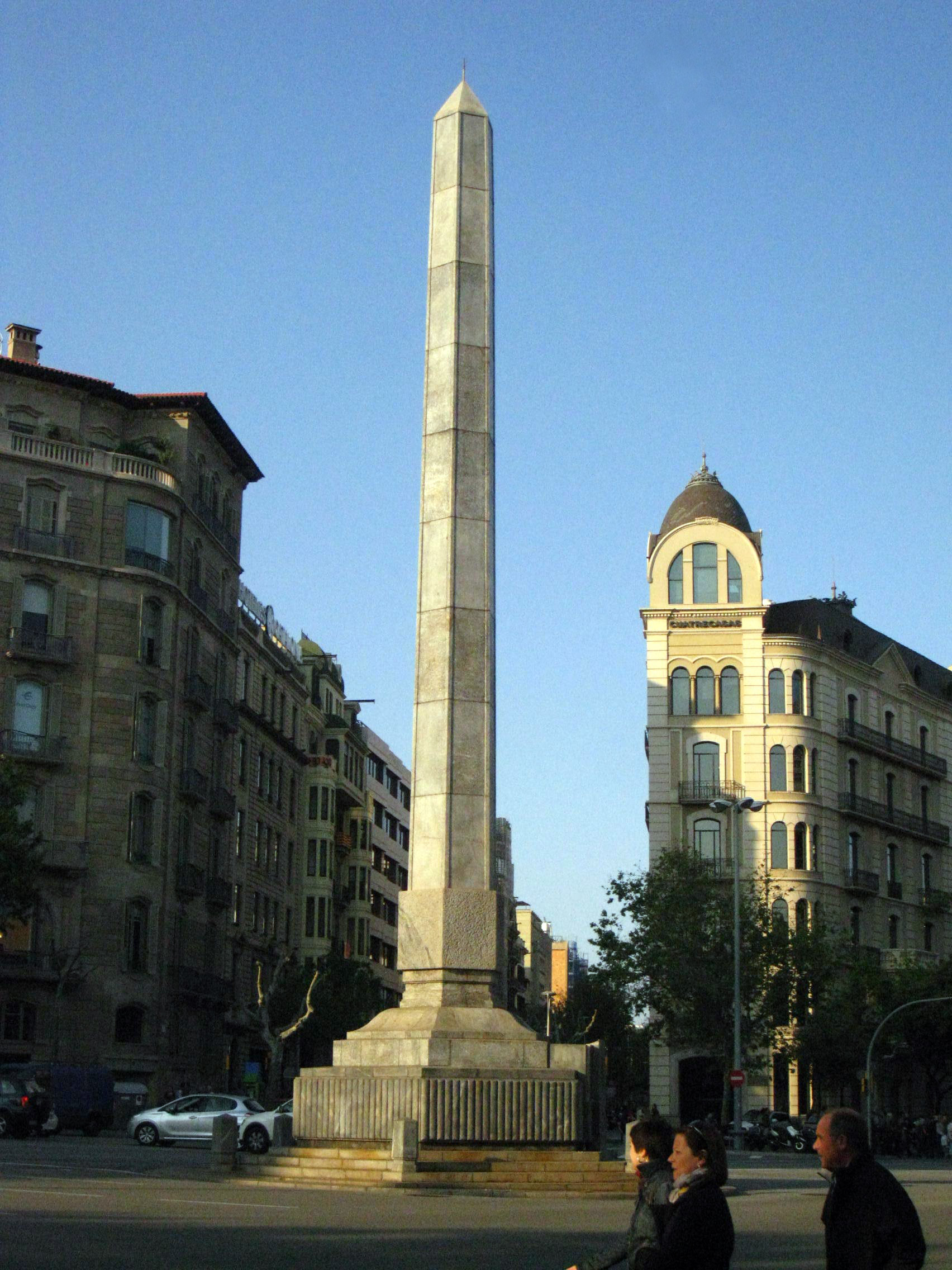
Obelisco de la Avenida Diagonal (Barcelona) que fue levantado en 1934 en honor del republicano Francesc Pi i Margall pero que tras el final de la Guerra Civil Española fue convertido en un monumento a la victoria del bando sublevado (se le añadió una estatua de la diosa Victoria). En 1946 fue objeto de un atentado por parte de las brigadas guerrilleras comunistas que actuaban en Barcelona.

Un tercer intento tuvo lugar a principios de 1946 con la formación, a iniciativa del PSUC, de la I Brigada Jaime Girabau y la II Brigada guerrillera. Al mando de la I Brigada estaba Numen Mestre y de la II Brigada Jaume Valls Sardá, ambos bajo la jefatura de Pedro Valverde Fuertes y de Ángel Carrero Sancho, que dirigían la Agrupación Guerrillera de Cataluña. Las dos brigadas llevaron a cabo diversas acciones, como la colocación de varios artefactos explosivos en dependencias oficiales, vías férreas y en el «monumento de la Victoria», situado en la Avenida Diagonal, sin que hubiera víctimas —también asaltaron algunos comercios—. El 29 de noviembre de 1946 la bomba situada en el transformador eléctrico de la sede de los periódicos falangistas La Prensa y Solidaridad Nacional causó la muerte de dos trabajadores y de una señora que pasaba casualmente por el lugar. Esto provocó la intensificación de las acciones de la policía que llevaron a la detención a principios de 1947 de varios miembros de la II Brigada, y tras ellos de muchos militantes y cuadros del PSUC. A finales de abril de 1947 también eran detenidos los integrantes de la I Brigada Jaime Girabau. Entre el 13 y 14 de 1948, 78 de los arrestados fueron sometidos a un consejo de guerra —uno de los más masivos consejos de guerra de la historia de la represión franquista—, de los que ocho fueron condenados a muerte, siendo ejecutados cuatro de ellos (Joaquim Puig i Pidemunt, Ángel Carrero Sancho, Numen Mestre y Pedro Valverde) el 17 de febrero de 1949 en el Campo de la Bota. Tras todas estas detenciones el PSUC quedó prácticamente desmantelado y tardó casi diez años en recuperarse.
Por los mismos meses en que la policía franquista puso fin a la guerrilla comunista en Barcelona comenzaron a actuar grupos armados libertarios, procedentes del exilio francés. Eran «Los Maños», «Los Anónimos» y «Talión». Sin embargo, no contaron con el apoyo de la dirección del Movimiento Libertario (ML), exiliada en Francia, que no les dio ni siquiera cobertura orgánica ni respaldo teórico —solo los apoyó el Comité Regional de las Juventudes Libertarias de Cataluña—. Así, en el segundo congreso del ML celebrado en Toulouse entre los días 20 y 29 de octubre de 1947, no solo fue rechazada la resistencia armada sino que los tres delegados que enviaron los grupos de Barcelona — uno de ellos José Luis Facerías (Face) — no pudieron intervenir al no ser reconocidos como miembros del ML.
La principal actividad de estos grupos fueron los «golpes económicos», es decir, los atracos a bancos y a empresas para proveerse de fondos, lo que facilitó la labor de la propaganda franquista que los calificó como vulgares criminales. Algunos anarquistas del exilio les acusaron de buscar simplemente enriquecerse —en algunos golpes consiguieron entre 100.000 y 400.000 pesetas, cantidades importantes para la época—, pero ellos los justificaron así en un escrito que dejaron en uno de los primeros lugares que atracaron:

No somos atracadores, somos resistentes libertarios. Lo que nos llevamos servirá para dar de comer a los hijos de los antifascistas que habéis fusilado y que se encuentran abandonados y sufren hambre. Somos los que no hemos claudicado ni claudicaremos y seguiremos luchando por la libertad del pueblo español mientras tengamos un soplo de vida.

Entre las acciones «políticas» que realizaron se encuentran el asesinato el 12 de julio de 1947 del confidente de la policía Eliseo Melis, cuyas informaciones habían causado la detención de muchos militantes y dirigentes libertarios y que consiguió matar al jefe del grupo José Pareja Pérez, y el ametrallamiento el 2 de marzo de 1949 del coche del comisario jefe de la Brigada Político Social de Barcelona, Eduardo Quintela Bóveda, quien en ese momento no iba a bordo y en el que murieron el chófer y el secretario del Frente de Juventudes del distrito universitario, resultando gravemente herido el jefe de deportes del mismo. En este último atentando participaron siete personas, entre ellas los hermanos José y Francesc Sabaté Llopart y el jefe del grupo de «Los Maños», Wenceslao Jiménez Orive (Wences), quien un mes antes había encabezado el intento de asesinato de otro confidente de la policía, Antonio Seba Amorós, que resultó solo herido tras ser tiroteado en un café. Tras estas acciones el grupo de «Los Maños» se desplazó a Madrid para intentar asesinar al Generalísimo Francisco Franco.

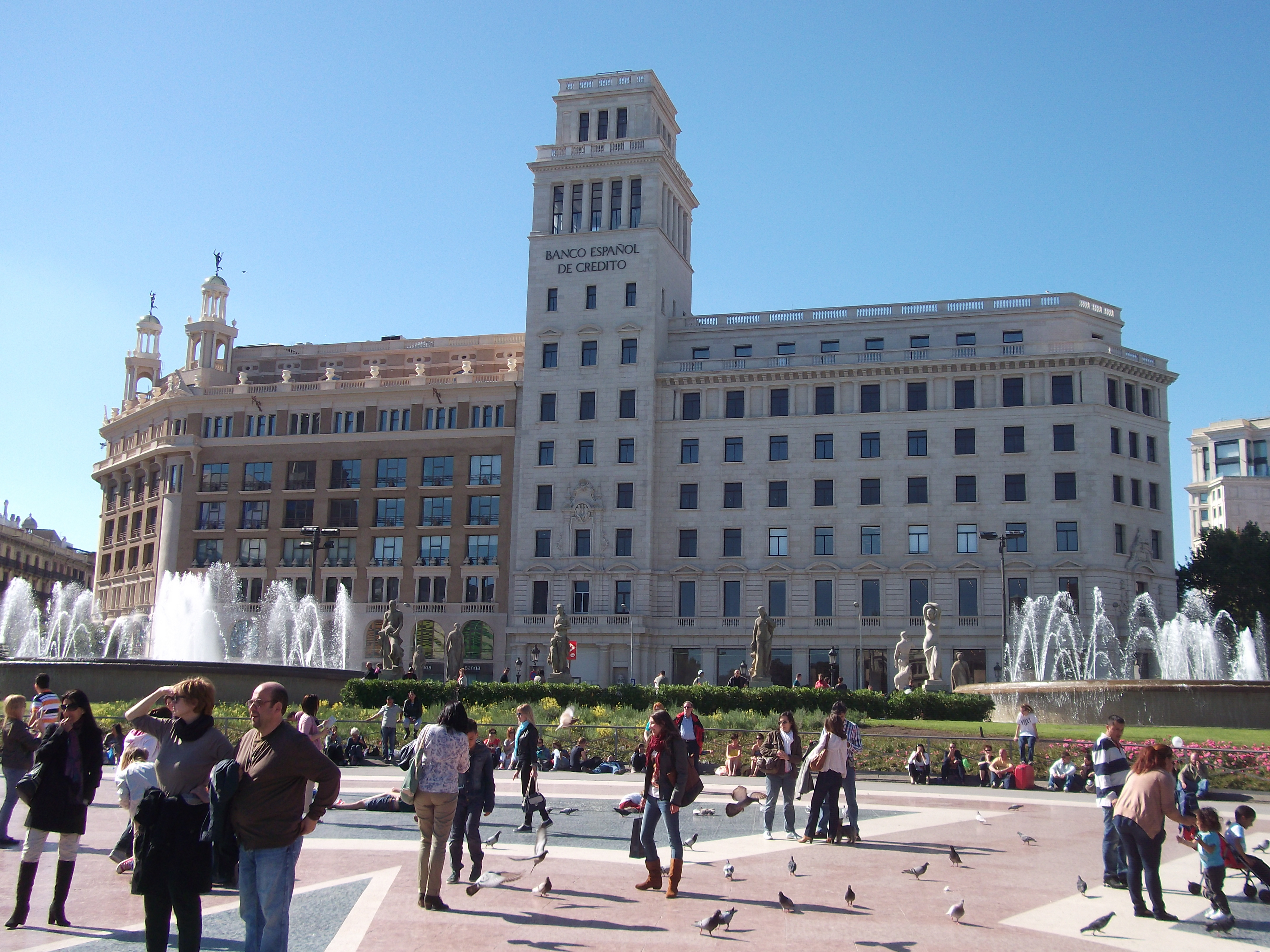
Edificio del Banco Español de Crédito en la Plaza de Cataluña de Barcelona. En 1949 fue objeto de un atentado fallido que causó la muerte de un transeúnte.

Otras acciones «políticas» fueron la explosión de pequeños artefactos en los consulados de Brasil, Bolivia y Perú el 15 de mayo de 1949, obra de Francesc Sabaté (Quico), y la de una bomba en un altar de la catedral de Barcelona el 3 de junio, obra de Pedro Adrover, quien ya había participado en el asesinato del confidente Melis. Pocos días después se produjo un ataque al Palacio de Justicia. El 18 de julio Adrover fue sorprendido cuando intentaba colocar un explosivo en el Banco Español de Crédito de la Plaza de Cataluña, y en su huida dejó el artefacto junto a una farola que explosionó matando a un transeúnte. Pocos días antes Josep Lluís Facerías había atracado una joyería y una fábrica consiguiendo 600.000 pesetas. También tirotearon comisarías de policía y edificios oficiales. Así durante muchos meses de 1949 Barcelona vivió un creciente clima de inseguridad —que provocó la destitución del jefe superior de Policía— pero al mismo tiempo fueron cayendo muchos guerrilleros. El 19 de marzo era herido gravemente y detenido José López Penedo —condenado a muerte, fue fusilado el 4 de febrero de 1950—. En mayo murió en una emboscada de la policía Guillermo Ganuza Navarro, del grupo de Facerías. El 3 de junio Francisco Denís Díez (Català) se suicidó tras ser detenido. El 26 de agosto morían en una celada de la Guardia Civil cerca de la frontera francesa, Celedonio García Casino (Celes) y Enrique Martínez Marín (Quique), miembros del grupo de Facerías. A principios de octubre eran abatidos otros tres guerrilleros, también cerca de la frontera, el 17 José Sabaté y el 21 el Cubano. Ese mismo día 21 fueron detenidos otros cuatro activistas, a uno de los cuales se le aplicó la Ley de fugas, y un quinto fue apresado días después. Los detenidos en estos meses fueron juzgados el 6 de febrero de 1952. Nueve fueron condenados a muerte, siendo ejecutados cuatro de ellos. Un año antes había sido ejecutado el hermano pequeño de los Sabaté, Manuel, que había sido detenido en una refriega mantenida con la Guardia Civil por el grupo guerrillero rural encabezado por Ramón Vila Capdevila (Caraquemada). El 9 de enero de 1950, Wences, el jefe de «Los Maños», era gravemente herido por la policía. Antes que entregarse optó por ingerir el veneno que todos los miembros del grupo llevaban en la parte superior de una pluma estilográfica. Otros dos miembros «Los Maños» fueron detenidos ese mismo día.

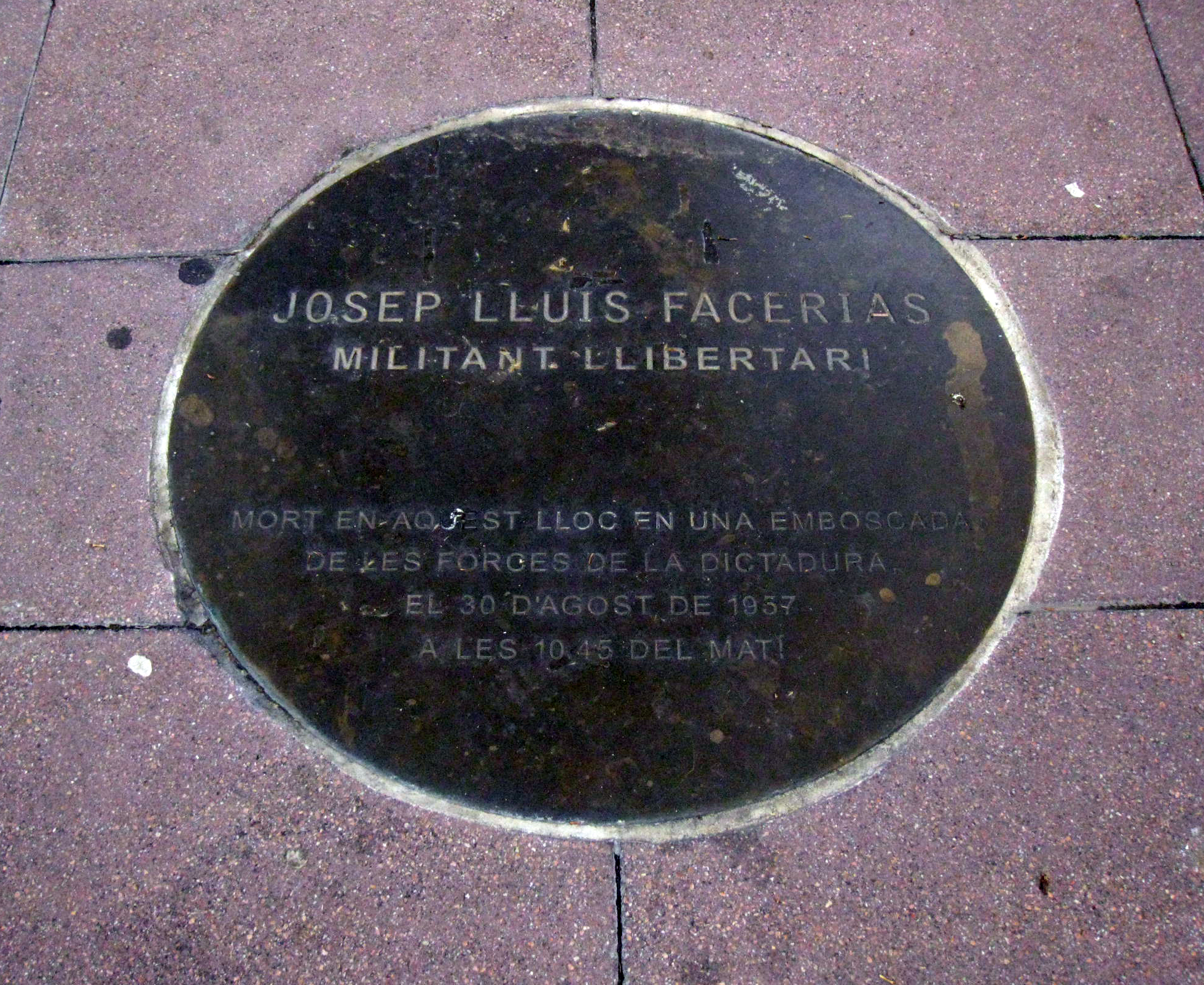
Placa conmemorativa de Barcelona situada en el lugar donde fue abatido por la policía franquista José Luis Facerías Face.

Así pues, a principios de 1950 la guerrilla urbana anarquista barcelonesa había sido prácticamente desmantelada, entre la indiferencia general. Sin embargo, dos grupos continuaron, a pesar de la falta de apoyo de la dirección del Movimiento Libertario (ML).  El primero lo encabezaba José Luis Facerías (Face), que moriría el 30 de agosto de 1957 acribillado a balazos en una emboscada que la Guardia Civil y la policía le tendieron en un barrio del extrarradio de Barcelona. El segundo lo dirigía Francisco Sabaté Llopart, Quico, que fue abatido en Sant Celoni, localidad cercana a Barcelona, el 5 de enero de 1960, dos días después de haber sido herido y haber perdido a los cuatro miembros de su grupo en un enfrentamiento con la Guardia Civil en el mas Clarà, entre Bañolas y Gerona, cuando acababan de atravesar la frontera franco-española. Las acciones armadas de Quico Sabaté fueron desautorizadas por Federica Montseny, miembro de la dirección del ML, alegando que no actuaba en defensa de unos ideales sino como venganza por la muerte de sus hermanos José y Manuel. En 1956 un pleno de la CNT lo tachó de «inmoral».

## La guerrilla urbana en Valencia, Bilbao, Granada y León (1944-1948)
Los comunistas intentaron crear grupos de guerrilla urbana en Valencia y en Bilbao, pero éstos tuvieron una vida efímera. El de Valencia estuvo encabezado por José Corredor (Pepito el Gafas) y por Florián García (Grande), pero enseguida se trasladó al monte integrándose en la Agrupación Guerrillera de Levante y Aragón. En Bilbao el grupo lo dirigía Victorio Vicuña (Julio Oria), enviado por la dirección del PCE desde Francia. Situó su centro de operaciones en una mina abandonada cercana a Basurto, desde la que realizaron algunos sabotajes y dieron algunos «golpes económicos», pero pronto fueron apresados la práctica totalidad de sus miembros.
En Granada actuó un grupo anarquista formado por cuatro hermanos, Los Quero. Tenían su base en las cuevas del Sacromonte y desde allí llevaron a cabo numerosas acciones violentas tanto en la ciudad como en sus alrededores. Pero los hermanos acabaron siendo abatidos por las fuerzas del orden uno tras otro: José en 1944; Pedro en 1945; Francisco en 1946 y Antonio en 1947. De entre todas las acciones de la guerrilla granadina, una de las más notorias fue la muerte del inspector de policía Julio Romero Funes —conocido por su destacado papel en la represión durante la guerra—, que cayó abatido durante un confuso tiroteo con guerrilleros antifranquistas. La muerte de Romero Funes motivó el envío desde la Dirección General de Seguridad en Madrid de un grupo especializado de la Brigada Político-Social con la misión de dedicarse a la lucha contra las guerrillas antifranquistas de la sierra granadina.
En León actuó un guerrillero en solitario, Manuel Ramos Rueda, que puso en jaque a las fuerzas del orden durante varios años gracias a la red de enlaces con que contaba, convirtiéndose por ello en una leyenda —«una especie de contrahéroe que, en plena represión, campaba a sus anchas en la ciudad»—. Perpetró varios atentados con muertos, así como sabotajes y asaltos no solo en la ciudad sino también en pueblos de la periferia. En un atraco a una imprenta consiguió los medios necesarios para editar un periódico titulado Lucha. En el verano de 1948 se perdió su pista —al parecer huyó a Francia— y nunca fue detenido por la policía. «Personaje singular, sin duda. Importante sobre todo para una reflexión retrospectiva: un guerrillero en la ciudad de León era capaz de preocupar más a las autoridades franquistas que cien hombres organizados en los montes de la provincia».